# Tankori
Tankori är en ort i Burkina Faso.   Den ligger i provinsen Gnagna Province och regionen Est, i den nordöstra delen av landet, 190 km nordost om huvudstaden Ouagadougou. Tankori ligger 263 meter över havet och antalet invånare är 388.
Terrängen runt Tankori är platt. Runt Tankori är det glesbefolkat, med 19 invånare per kvadratkilometer.. Närmaste större samhälle är Darsalam, 3,9 km norr om Tankori.
Trakten runt Tankori består i huvudsak av gräsmarker.